# Chris Kael
Chris Kael (21. května 1974, Kentucky, USA) je baskytarista působící v americké groove-metalové kapele Five Finger Death Punch. V kapele působí od roku 2011, kdy nahradil Matta Snella. V roce 2014 vyhrál ocenění nejlepšího baskytaristy roku podle Revolver Golden Gods Awards.

## Diskografie kapely
- The Way of the Fist (2007

- War is the Answer (2009)

- American Capitalist (2011)

- The Wrong Side of Heaven and the Righteous Side of Hell, Volume 1 (2013)

- Got Your Six (2015)

- A Decade of Destruction (kompilační album) (2017)

- And Justice for None (2018)